# Lista över vulkaner i Bolivia

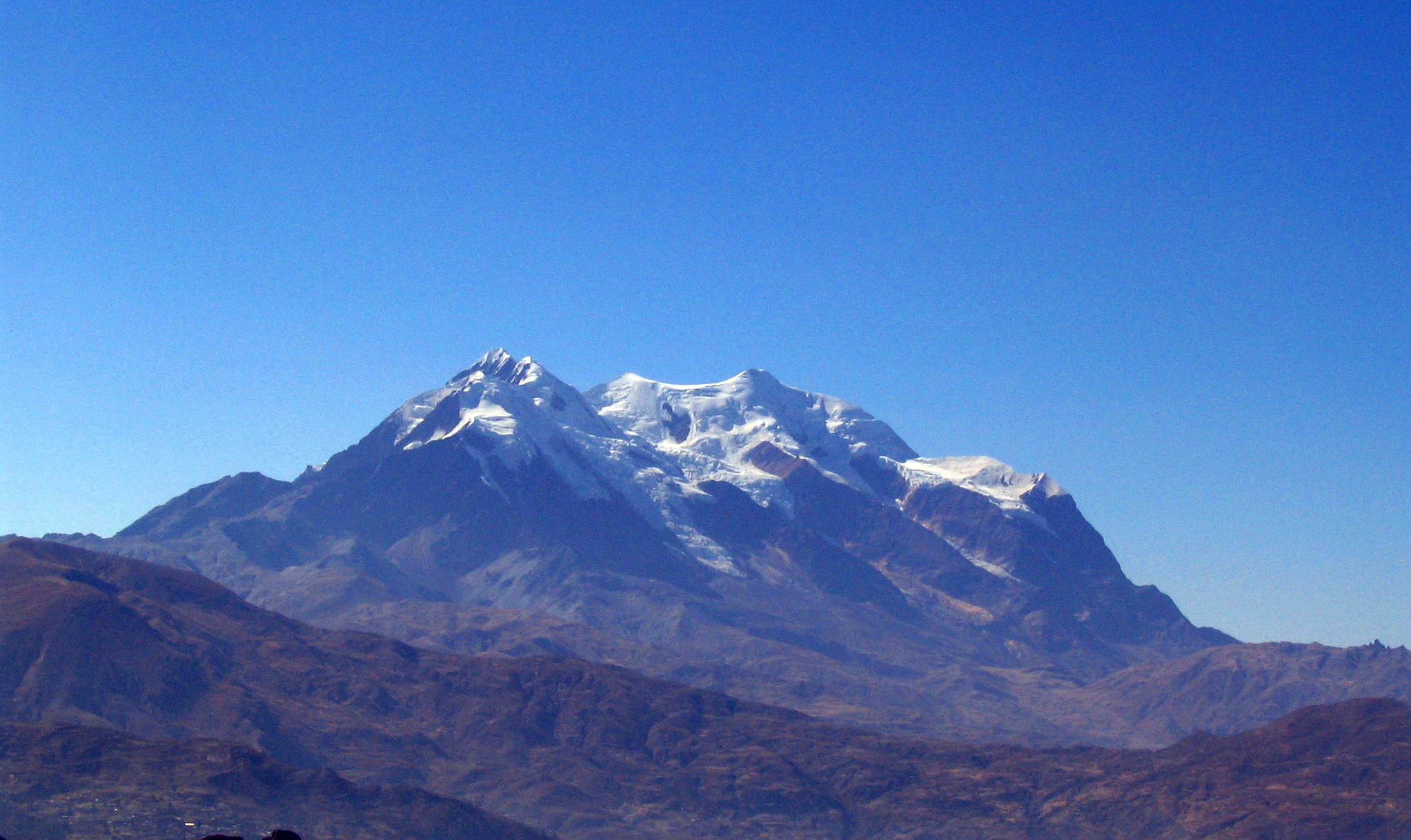
Illimani

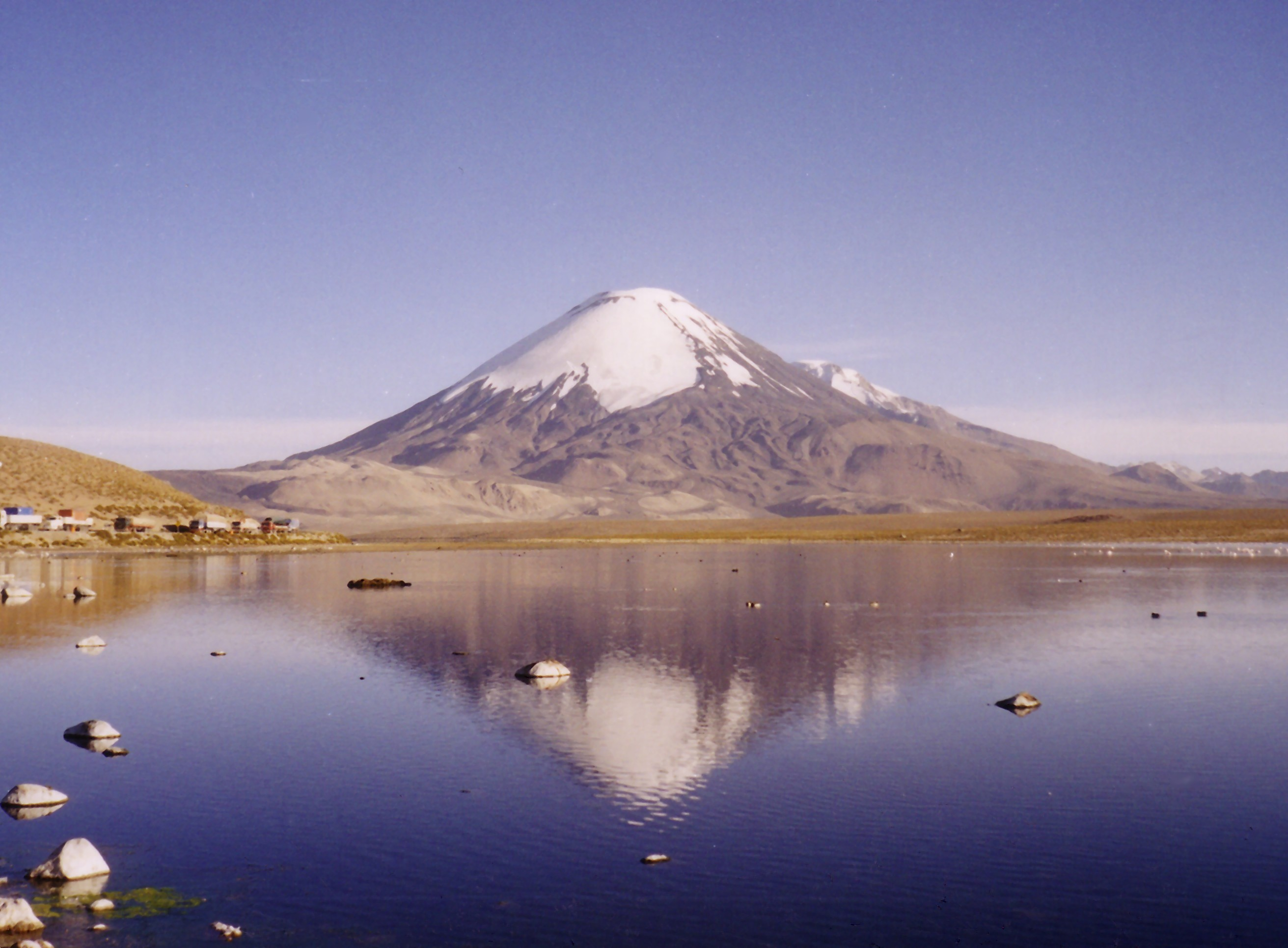
Parinacota

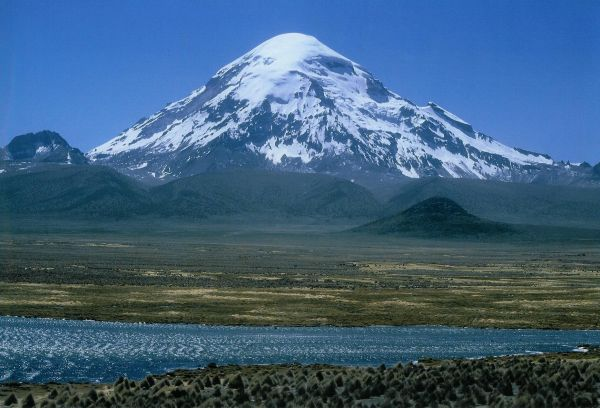
Sajama

Detta är en lista över vulkaner i Bolivia.
| Namn                       | Höjd (m ö.h.) | Koordinater                                   | Senaste utbrott    |
| -------------------------- | ------------- | --------------------------------------------- | ------------------ |
| Acotango                   | 6052          | 18°22′56″S 69°02′52″V / 18.38222°S 69.04778°V | Holocen            |
| Anallajsi                  | 5750          | 17°55′37″S 68°54′33″V / 17.92694°S 68.90917°V | Holocen?           |
| Capurata                   | 5990          | 18°24′54″S 69°02′45″V / 18.41500°S 69.04583°V | -                  |
| Chiar Kkollu               | 4051          | 19°43′28″S 67°39′16″V / 19.72444°S 67.65444°V | -                  |
| Colluma                    | 3876          | 18°30′00″S 68°05′11″V / 18.50000°S 68.08639°V | -                  |
| Escala                     | 4000          | 21°36′00″S 66°52′29″V / 21.60000°S 66.87472°V | Holocen            |
| Guayaques                  | 5598          | 22°53′51″S 67°33′59″V / 22.89750°S 67.56639°V | -                  |
| Humarata                   | 5710          | 18°21′20″S 69°02′59″V / 18.35556°S 69.04972°V | -                  |
| Illimani                   | 6458          | 16°39′14″S 67°47′05″V / 16.65389°S 67.78472°V | Holocen            |
| Irruputuncu                | 5163          | 20°43′51″S 68°33′09″V / 20.73083°S 68.55250°V | 1995               |
| Jayu Khota                 | 3716          | 19°27′55″S 67°25′34″V / 19.46528°S 67.42611°V | Holocen?           |
| Jorcada                    | 5650          | 22°01′34″S 67°45′52″V / 22.02611°S 67.76444°V | -                  |
| Larancagua                 | 5020          | 18°13′50″S 68°32′22″V / 18.23056°S 68.53944°V | Holocen?           |
| Licancabur                 | 5920          | 22°50′01″S 67°52′58″V / 22.83361°S 67.88278°V | Holocen            |
| Lípez                      | 5929          | 21°56′35″S 66°51′41″V / 21.94306°S 66.86139°V | -                  |
| Minchincha                 | 5248          | 20°56′16″S 68°30′09″V / 20.93778°S 68.50250°V | Holocen            |
| Moiro (eller: Cerro Negro) | 4269          | 21°41′03″S 67°28′01″V / 21.68417°S 67.46694°V | Holocen ?          |
| Nuevo Mundo                | 5438          | 19°46′27″S 66°28′42″V / 19.77417°S 66.47833°V | Holocen            |
| Olca                       | 5353          | 20°56′38″S 68°28′33″V / 20.94389°S 68.47583°V | Holocen            |
| Ollague                    | 5863          | 21°18′07″S 68°10′45″V / 21.30194°S 68.17917°V | Pleistocen         |
| Pacuni                     | 5400          | 18°18′36″S 68°50′24″V / 18.31000°S 68.84000°V | Holocen ?          |
| Pampa Luxsar               | 5543          | 20°50′55″S 68°11′54″V / 20.84861°S 68.19833°V | Holocen            |
| Parinacota                 | 6348          | 18°09′58″S 69°08′33″V / 18.16611°S 69.14250°V | 290 e.Kr. ± 300 år |
| Cerro Paruma               | 5420          | 20°56′36″S 68°27′32″V / 20.94333°S 68.45889°V | Pleistocen         |
| Volcán Paruma              | 5310          | 20°56′36″S 68°27′32″V / 20.94333°S 68.45889°V | 1867               |
| Patilla Pata               | 5700          | 18°02′29″S 69°04′30″V / 18.04139°S 69.07500°V | Holocen            |
| Pomerape                   | 6282          | 18°07′33″S 69°07′39″V / 18.12583°S 69.12750°V | Pleistocen         |
| Quetena                    | 5730          | 22°15′33″S 67°24′56″V / 22.25917°S 67.41556°V | Holocen ?          |
| Sacabaya (eller:Quemado)   | 4300          | 18°37′32″S 68°44′55″V / 18.62556°S 68.74861°V | Holocen ?          |
| Sairecabur                 | 5971          | 22°43′06″S 67°53′26″V / 22.71833°S 67.89056°V | Holocen            |
| Sajama                     | 6542          | 18°06′14″S 68°52′53″V / 18.10389°S 68.88139°V | Holocen            |
| San Agustín                | 4357          | 21°13′04″S 67°36′24″V / 21.21778°S 67.60667°V | Holocen ?          |
| Santa Isabel               | 5240          | 21°38′26″S 66°31′40″V / 21.64056°S 66.52778°V | Holocen            |
| Tata Sabaya                | 5430          | 19°07′58″S 68°31′31″V / 19.13278°S 68.52528°V | Holocen            |
| Tocorpuri                  | 5808          | 22°25′33″S 67°54′38″V / 22.42583°S 67.91056°V | Holocen            |
| Tunupa                     | 5432          | 19°49′52″S 67°38′33″V / 19.83111°S 67.64250°V | -                  |
| Uturuncu                   | 6008          | 22°15′07″S 67°11′12″V / 22.25194°S 67.18667°V | Holocen            |
| Yumia                      | 4350          | 21°28′59″S 67°32′06″V / 21.48306°S 67.53500°V | Holocen            |
| Zapaleri                   | 5653          | 22°48′30″S 67°10′40″V / 22.80833°S 67.17778°V | -                  |